# Carla Bodendorf
Carla Bodendorf, född den 13 augusti 1953 i Eilsleben, Tyskland, är en östtysk friidrottare inom kortdistanslöpning.
Han tog OS-guld på 4 x 100 meter vid friidrottstävlingarna 1976 i Montréal. 